# Zetan
Zetan (hebr. זיתן) – moszaw położony w Samorządzie Regionu Emek Lod, w Dystrykcie Centralnym, w Izraelu.

## Położenie
Leży na północ od miasta Lod, przy moszawach Achi’ezer i Jagel, na południe od międzynarodowego portu lotniczego im. Ben-Guriona.

## Historia
Moszaw został założony 5 czerwca 1950 przez imigrantów z Libii i Afryki Północnej. Nazwa pochodzi od biblijnego imienia z plemienia Benjamina wzmiankowanego w 1 Księdze Kronik 7:10

Synami Jediaela byli: Bilchan, a synami Bilchana byli: Jeusz, Beniamin, Ehud, Kenaana, Zetan, Tarszisz i Achiszachar.

## Gospodarka
Gospodarka moszawu opiera się na intensywnym rolnictwie (m.in. uprawa kwiatów) i sadownictwie.

## Komunikacja
W bezpośrednim sąsiedztwie moszawu (na północny wschód) przebiega autostrada nr 1 (Tel Awiw–Jerozolima), nie ma jednak bezpośredniego wjazdu na nią. Przez moszaw przebiega droga nr 4404, którą jadąc na południe dojeżdża się do strefy przemysłowej miasta Lod i drogi nr 434, natomiast w kierunku północno-zachodnim dojeżdża się do moszawów Achi’ezer i Jagel.